# Irmãs Mínimas de Nossa Senhora das Dores
As Irmãs Mínimas de Nossa Senhora das Dores (em Italiano: Suore Minime dell'Addolorata; em Latim: Institutum Sororum Minimarum a Virgine Perdolente, M.I.N.) é uma ordem religiosa de direito pontifício, com suas membras professando votos públicos de castidade, pobreza e obediência, seguindo a vida religiosa em comum. 
Sua missão inclui trabalho missionário, pastoral, educacional e de tratamento dos doentes e idosos.
O instituto foi fundado em Le Budrie, perto de San Giovanni in Persiceto, na Itália, em 1868, por Santa Clélia Barbieri. As irmãs possuem missões no Brasil, na Índia, na Itália e na Tanzânia. A "sede" da Congregação está em Le Budrie, na província italiana de Bolonha. Em 31 de dezembro de 2008, a organização possuía ao todo 294 irmãs em 26 comunidades. A atual superior-geral do instituto é a Madre Vincenza Di Nuzzo.